# Rolf Tarrach Siegel
Rolf Tarrach Siegel (Valencia, 1948) es un catedrático español de física teórica, fue rector de la Universidad de Luxemburgo (2004-2014) y Presidente del Consejo Superior de Investigaciones Científicas (2000-2003).

## Biografía
Doctor por la Universidad de Barcelona, Tarrach fue catedrático de física teórica en las Universidades de Valencia y Barcelona, donde ha desempeñado numerosos cargos académicos. Ha sido también asesor en materia científica de la Generalidad de Cataluña y del Congreso de los Diputados. Está especializado en teoría cuántica de campos, teoría de partículas elementales, mecánica cuántica y teoría cuántica de la información.
Se presentó como candidato principal de Volt Luxemburgo a las elecciones europeas de 2019. Logró el 2,1% de los votos (5.689 votos), por lo que no fue elegido.
Está en posesión de la cruz de la Orden de Alfonso X el Sabio y es comendador de la Orden de Isabel la Católica. Y también ha sido galardonado con numerosos premios nacionales e internacionales, y es doctor «Honoris Causa» por la Universidad de San Petersburgo.
"El Placer de Decidir", Una introducción al razonamiento científico para no científicos, Ediciones B,S.A., 2016.  Barcelona, España.